# Пистолет Хамады
Hamada Type 1 или Hamada Type Automatic handgun (яп. 浜田式 Hamada shiki) это японский самозарядный пистолет разработанный в 1941 году для Японской императорской армии во время Второй мировой войны. Разработанный Буньи Хамадой, пистолет был основан на бельгийском Model 1910 Browning. Производство было налажено компанией Japanese Firearms Manufacturing Company, с небольшими доработками на протяжении войны.
Во время производства пистолета прошло восемь периодов проектирования. Все изменения были внесены в конце 1942 - начале 1943 года. Производственные записи были уничтожены во время Второй мировой войны, и сегодня существует лишь несколько известных пистолетов Хамады. Производство данных пистолетов было прекращено в феврале 1944 года.

## История
Импорт иностранного огнестрельного оружия в Японию прекратился в 1941 году, что увеличило потребность во внутреннем производстве и полностью национализировало всё сырьё, доступное для производства оружия.  Не имея возможности продолжать производство охотничьего оружия, Буньи Хамада основал Japanese Gun Manufacturing Company (яп. 日本銃器株式会社 Nippon Juki Kabushiki Gaisha)  и начал производство пистолета по своему проекту.  Изначально Hamada Type I разрабатывался как недорогая и более надёжная альтернатива стандартному пистолету Намбу, имевшему плохую репутацию среди японских военных. Пистолет был разработан как копия FN Model 1910 Browning и использовал патрон 7,65 мм Браунинг, поскольку американские и европейские пистолеты малого калибра были популярны среди японских офицеров. Около пяти прототипов пистолета Хамады были испытаны начальством Управления вооружений, прежде чем в 1941 году было получено одобрение на принятие на вооружение.

## Конструкция
Пистолет Хамады представляет собой пистолет со свободным затвором и функционально является копией FN Model 1910 Browning. Наиболее существенным конструктивным отличием пистолета Хамады от пистолета Браунинга является замена боевых упоров-прерывателей, используемых для удержания ствола «Браунинга», на рычажное крепление по типу «ласточкин хвост». Конструкция замка рамной пластины и ударника также были модифицированы и получили патенты в 1943 году. Пистолет Хамады сохранял высокое качество изготовления на протяжении всего производства, а воронение выполнялось по высоким стандартам. Предохранитель, задняя пластина рамки и экстрактор магазина были закалены до красновато-коричневого цвета, а ствол, ударник и ударно-спусковой механизм были до блеска отполированы. 

## Варианты
Существует восемь известных вариантов пистолетов Хамады с небольшими различиями между ними. При этом все известные пистолеты имеют серийные номера от 2214 до 2959. Узость ассортимента может быть связана с небольшим количеством пистолетов, находившихся на Тихоокеанском театре военных действий, где американские солдаты собирали трофеи. Количество зубцов на затворной раме увеличилось с шести до семи в первом и втором варианте, а в третьем варианте снова сократилось до шести зубцов. Рукоятка изготовлена из древесины грецкого ореха и имела клетчатый узор с окантовкой, а петля для темляка была упрощена между третьим и четвертым вариантами пистолета. Серийный номер на рукоятке был увеличен между четвёртым и пятым вариантами. Идентификационная маркировка затвора была прекращена между пятой и шестой вариантами, а головка дульного среза затвора была упрощена между шестой и седьмой моделями. Стрелки для разборки, выштампованные на затворе и рамке, которые при совмещении позволяли снять затвор, были скорректированы, чтобы указать на небольшое изменение конструкции.

## Кобура
Кобуры, поставляемые в комплекте с пистолетом Хамады, обычно изготавливались из коровьей кожи и имели застёжки из черного металла. Поскольку пистолет Хамады имеет длинный магазин на девять патронов, кобура похожего оружия, такого как FN Model 1910, не будет должным образом вмещать пистолет Хамады.